# Sarinda
Sarinda is een geslacht van spinnen uit de familie springspinnen (Salticidae).

## Soorten
De volgende soorten zijn bij het geslacht ingedeeld:
- Sarinda armata (Peckham & Peckham, 1892)
- Sarinda atrata (Taczanowski, 1871)
- Sarinda capibarae Galiano, 1967
- Sarinda cayennensis (Taczanowski, 1871)
- Sarinda chacoensis Galiano, 1996
- Sarinda cutleri (Richman, 1965)
- Sarinda exilis (Mello-Leitão, 1943)
- Sarinda glabra Franganillo, 1930
- Sarinda hentzi (Banks, 1913)
- Sarinda imitans Galiano, 1965
- Sarinda longula (Taczanowski, 1871)
- Sarinda marcosi Piza, 1937
- Sarinda nigra Peckham & Peckham, 1892
- Sarinda panamae Galiano, 1965
- Sarinda pretiosa Banks, 1909
- Sarinda ruficeps (Simon, 1901)
- Sarinda silvatica Chickering, 1946